# Stanisław Szpiganowicz
Stanisław Szpiganowicz (ur. 8 maja 1907 w Sosnowcu, zm. 27 grudnia 1973 w Londynie) – polski aktor i reżyser teatralny.

## Życiorys
Absolwent Liceum Ogólnokształcącego im. Stanisława Staszica w Sosnowcu (1928). Kształcił się Państwowej Szkole Dramatycznej, przekształconej następnie w Państwowy Instytut Sztuki Teatralnej w Warszawie, którą to uczelnię ukończył w 1933 roku. Do 1937 roku występował w Teatrach Miejskich we Lwowie. W kolejnych latach grał i reżyserował w Teatrze Miejskim w Sosnowcu oraz Teatrze im. Stanisława Wyspiańskiego w Katowicach (1937-1938) a następnie w Teatrze Letnim w Warszawie oraz na stołecznych scenach TKKT (1938-1939). W tym okresie podjął studia na Wydziale Sztuki Reżyserskiej PIST.
Podczas kampanii wrześniowej zgłosił się na ochotnika do służby wojskowej i walczył w szeregach 40 Pułku Piechoty Dzieci Lwowskich. Po zakończeniu walk pracował jako szklarz, szofer, a następnie urzędnik w Zakładach „Ursusa”, gdzie został wciągnięty do konspiracji. Kiedy w 1943 roku Niemcy aresztowali konspiratorów z którymi miał kontakt, wywożąc ich do obozu Auschwitz, wraz z żoną ukrywał się, a następnie pod fałszywym nazwiskiem oboje wyjechali na roboty do III Rzeszy. 
W 1945 roku należał do zespołów: Teatru Ludowego im. Wojciecha Bogusławskiego, prowadzonego przez Leona Schillera w Lingen, a następnie Teatru Dramatycznego 2 Korpusu. Po rozformowaniu Korpusu pozostał w Londynie, gdzie pracował w tamtejszym metrze. Jednocześnie grał i reżyserował w polonijnych zespołach teatralnych, m.in. w Teatrze Sztafeta oraz Teatrze Polskim ZASP. Od 1965 roku kierował Studium Teatralnym ZASP w Londynie oraz współpracował z Warsztatem Teatralnym Młodych. Należał także do obsady filmu "Oni ocalili Londyn" z 1958 roku (reż. Vernon Sewell). Pod koniec życia - z uwagi na stan zdrowia życia - występował jedynie w słuchowiskach BBC nadawanych w języku polskim.